# Phaeosia lutea
Phaeosia lutea là một loài bướm đêm thuộc phân họ Arctiinae, họ Erebidae.